# ماریو کامرینی
ماریو کامرینی (انگلیسی: Mario Camerini؛ ۶ فوریهٔ ۱۸۹۵ – ۴ فوریهٔ ۱۹۸۱) کارگردان و فیلم‌نامه‌نویس اهل ایتالیا بود. وی بین سال‌های ۱۹۲۰ تا ۱۹۷۲ میلادی فعالیت می‌کرد.
وی کارگردان فیلم‌هایی همچون نامزد شده، همچون برگ‌ها، کلاه سه‌گوش، داستان عشق و اولیس و نویسنده فیلم جنگ و صلح بوده است.